# Continental Railway Solution Kft.
A Continental Railway Solution Kft. egy 2014-ben alakult, brit-magyar hátterű vasútvállalat.
A Continental Railway Solution Kft. az áruszállítás és a vontatásszolgáltatás mellett a teljesen magánkézben lévő vasútvállalatok között egyedülállóan személyszállítási engedéllyel is rendelkezik.
A vasúttársaság fő tevékenysége vasúti luxusutazások és különleges szállítmányok szervezése és lebonyolítása.

## Története
A Continental Railway Solution Kft. 2014. február 5-én került bejegyzésre. Alapítói Kiss Károly, Szigeti András és Timothy Gilbert. A társaság még abban az évben megszerezte a vasútvállalati engedélyt, majd 2015 májusában megszerezte a működéshez szükséges biztonsági tanúsítványokat. Az első különvonat 2015 júniusában indult Bulgáriába, az elmúlt években a vasúttársaság luxusvonatai eljutottak Európa számos országába. 2016 áprilisában érkezett meg a társaság első dízelmozdonya, majd 2017 májusában az első villamos mozdonya.
2020 nyarán a RegioJetcseh magánvasút megbízásából megkezdődött a rendszeres menetrendszerinti személyszállítás. Ezáltal a CRS Kft. lett az első magyarországi vasúttársaság, amely piaci alapon végez közforgalmú személyszállítást Magyarországon.
A Covid19-járvány kitörése nagyban befolyásolta a társaság működését, 2020 elejétől egészen 2021 októberéig nem közlekedtek a társaság luxusvonatai, ez idő alatt erősödött meg az áruszállítási és a speditőri tevékenység.

## Járművei
A társaság mozdonyflottája napjainkban 3 db csehszlovák gyártmányú mozdonyból áll. A korábban rövid ideig üzemeltetett egy brit eredetű Class 47 sorozatú dízelmozdonyt is. A vontatott járművek között német és osztrák eredetű személykocsik találhatóak. A társaság étkezőkocsija egykoron a Trans-Europ-Express luxusvonatok étkezőkocsija volt.

## Galéria

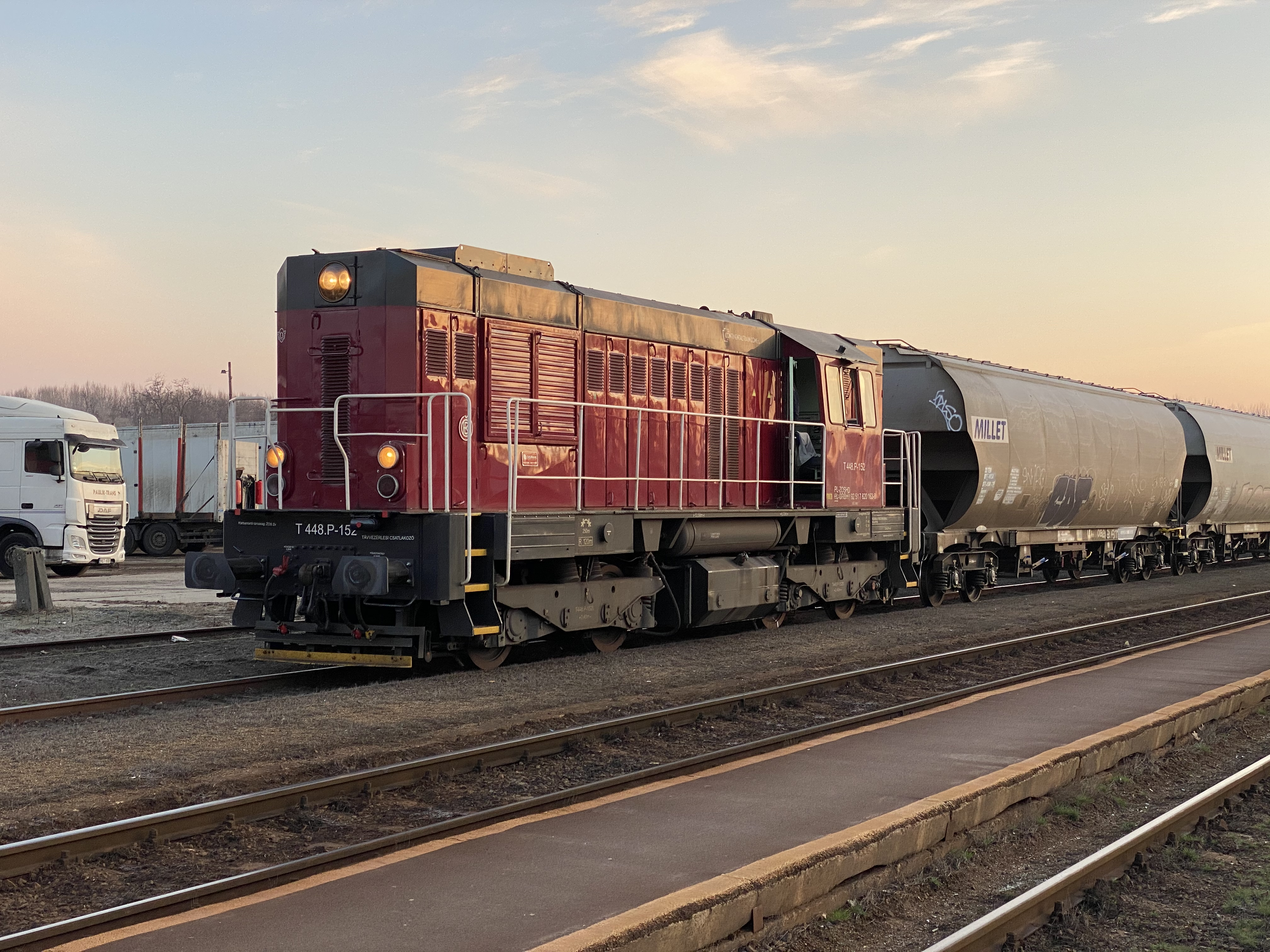
A CRS 740 sorozatú dízel-villamos mozdonya gabonavonattal
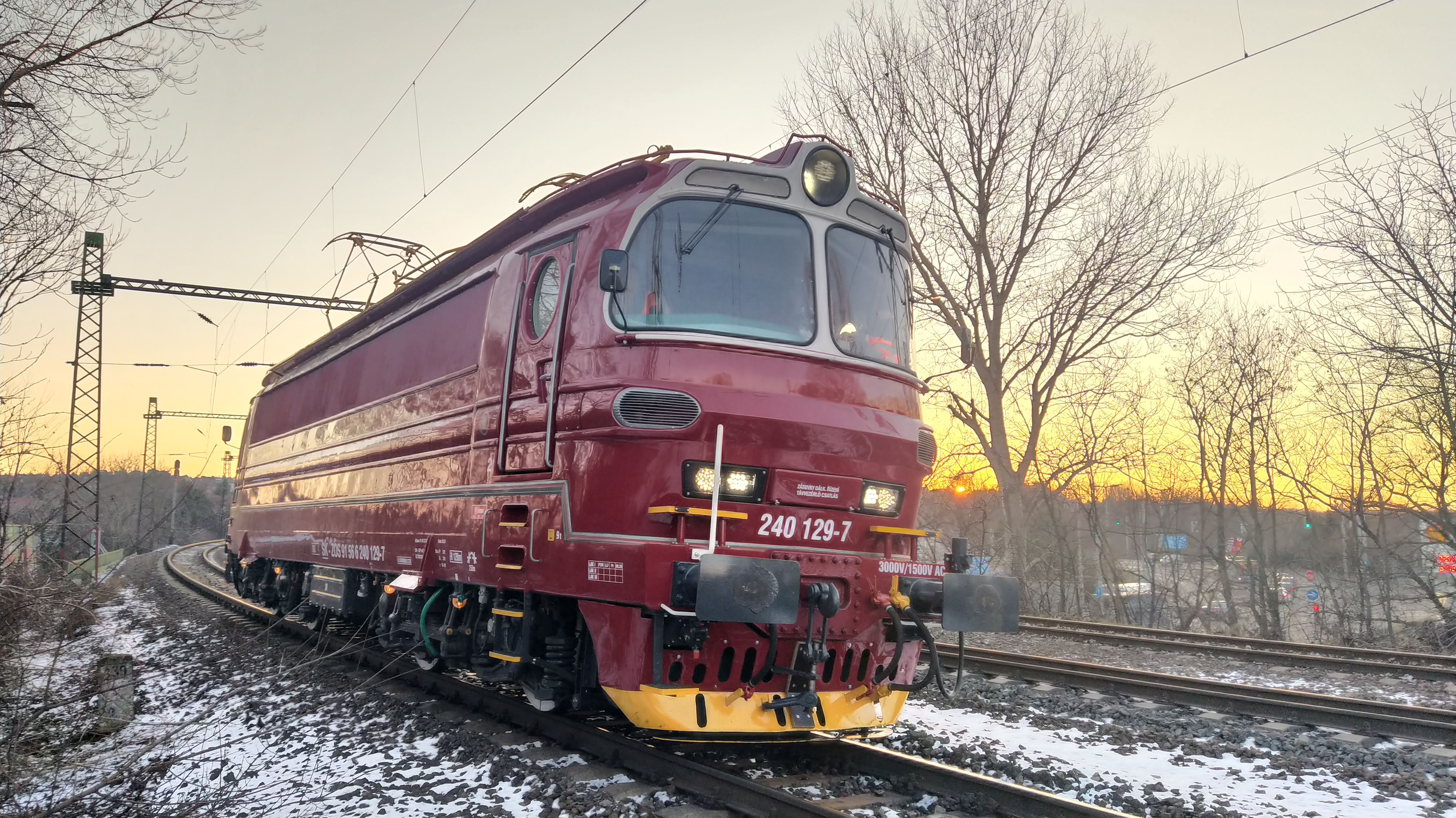
A CRS 240 sorozatú villamos mozdonya 2021 januárjában